# Psykisk kris
Psykisk kris är ett miljö- eller situationsbetingat inre tillstånd till följd av en negativ och omvälvande händelse. En psykisk kris utlöser stressreaktioner och kan mynna ut i mer bestående psykiska tillstånd.
De individuella skillnaderna är stora beträffande psykiska krisers processer. Den psykiska "normalkrisen" kännetecknas dock av följande moment:
- Individen upplever att ett viktigt behov är starkt hotat.
- Den krisdrabbades självbild är på väg att rasa.
- Den drabbade kan känna stark ångest. Dessutom får man ofta smärtor och andra psykosomatiska reaktioner.
- Den krisdrabbade behöver hjälp.

Man kan även säga att en psykisk kris är ett psykiskt kristillstånd som man sägs befinna sig i då man råkat in i en sådan livssituation att ens tidigare erfarenheter och inlärda reaktionssätt inte är tillräckliga för att man skall förstå och psykiskt bemästra den aktuella situationen.
Fyra delar som är avgörande faktorer för att man kommer in i en psykisk kris: 
1. Veta vilken den utlösande situationen är.
2. Vilken inre, privat betydelse det inträffade har för vederbörande.
3. I vilken aktuell tidsperiod man befinner sig i
4. Vilka sociala förutsättningar man har och därmed vilken familjesituation man har.[1]

Psykiska kriser kan uppstå vid stora omskakande moment i en persons liv som till exempel dödsfall av en familjemedlem eller vän, att man blir utsatt för ett brott eller om man går igenom en skilsmässa.

## Krisens faser
För att komma ut ur en psykisk kris bör personen enligt den psykodynamiska modellen gå igenom fyra faser. Dock är det inte nödvändigt enligt andra psykologiska modeller. Det finns inget vetenskapligt stöd för den här modellen även om den känns igen av vissa som hamnar i kris. Människor är olika och kan reagera helt olika på en kris. 
Faserna beskrivs ofta som att de följer efter varandra i en bestämd ordning, men i verkliga livet svänger faserna väldigt mycket fram och tillbaka. Den ena börjar inte när den andra slutar utan ofta sker övergången gradvis. Den drabbade märker ofta inte att den har gått över i en ny fas. Faserna går över i varandra och det är också vanligt att man kan komma tillbaka till faser, till exempel komma tillbaka till chockfasen fastän man har börjat bearbeta det som har hänt. Men då brukar man bara vara inne i den fasen en kortare period. Ibland kan känslor som hör till nyorienteringsfasen finnas i reaktionsfasen. Det är som om tiden inte uppför sig riktigt som vanligt i krisreaktioner. Våra känslor har inga speciella tider som de kommer och går. De bara finns där och kommer och går som de vill.

### Chock
Den inledande fasen kallas för chockfasen. Den kännetecknas av upprördhet och förtvivlan och beskrivs ofta som en overklig känsla. Den drabbade kan också regrediera, det vill säga att man återgår till ett barnsligt beteende och det är inte heller ovanligt att personen försvarar sig med någon form av förnekande av det som har skett. Chock innebär inte att man har tappat förståndet, utan bedövar de känslor som man inte kan stå ut med och det gör att människan handlar meningsfullt. Förlusten är så smärtsam att det är omöjligt att släppa fram allt som hänt med en gång. Personen utsätts både för stark fysisk och psykisk stress. Kroppen kan reagera med frossa, illamående, muskelspänningar, yrsel och huvudvärk.

### Reaktion
Under den andra fasen, reaktionsfasen, blir förlusten lättare att ta till sig. Sorgen är djup och detta ger kroppsliga symptom som tappad aptit och dålig sömn. Man kan säga att chockfasen dämpar känslorna och att reaktionsfasen låter dem komma ut. Olika känslor av overklighet, förändrad tidsuppfattning, enorm trötthet, koncentrationssvårigheter, inlärningssvårigheter, rastlöshet, att känna skuld och skam kommer och går allteftersom. Det finns risk för missbruk av tabletter och alkohol för att förhindra dessa uppkommande känslor. Personer går ofta in i reaktionsfasen så snart första delen av chockfasen har gått över (vilket kan vara allt från någon timme till några dygn) och kan fortsätta i flera månader.

### Bearbetning
Så småningom lättar reaktionsfasen och det blir möjligt att bearbeta upplevelser och känslor, att reflektera lite mer konstruktivt. Bearbetningsfasen har då börjat. Nu börjar personen inse vad den har varit med om och börjat få lite perspektiv på det som hänt. Vänner är nu ett stort stöd som kommer att vara mycket viktigt för att man som person ska bli bättre. Under bearbetningsfasen kommer man kanske att återuppleva starka minnesbilder från de trauman man varit med om. Detta kan kännas skrämmande, men det är bara bra för då kommer man att kunna bearbeta det på ett lättare sätt, till exempel genom att prata om det som man varit med om. Ofta är det svårt att ta sig igen denna fas eftersom det man varit med om har varit så påfrestande.

### Nyorientering
I nyorienteringsfasen finns sorgen fortfarande kvar som ett smärtsamt minne. Minnena kan återkomma på ett ögonblick men dessa tankar dominerar och har inte övertag över livet längre. Istället har förmågan att glädjas kommit tillbaka, även om själva förlusten inte är ”glömd”. Man har börjat se världen med nya ögon och har äntligen lyckats få fram det positiva med att leva. Ofta har personer svårt att komma till den här fasen för det är så svårt ta sig igenom bearbetningsfasen.

### Kris är ingen sjukdom
I samband med sorg och efter besked som svåra sjukdomstillstånd finns det oftast en känsla av tomhet, ensamhet, övergivenhet och vanmakt hos den drabbade. En krisreaktion är inte något sjukdomstillstånd utan en normal reaktion. Många känner en rädsla för att man ska bli psykisk sjuk eftersom man mår så dåligt. Krisen kan vara en smärtsam erfarenhet, men krisreaktionen är ett tillstånd som i grunden är friskt och normalt. Många menar att kriser är en förutsättning för utveckling och mognad. Ofta blir inte livet precis som det var innan händelsen som utlöste krisen. Ofta får den drabbade en annan syn på livet. Vissa saker blir viktigare och mer värdefulla är andra och andra saker blir mindre viktiga. Livet blir inte nödvändigtvis sämre. Många har gått vidare och säger att livet, trots allt, har fått ett nytt innehåll som på många sätt känns bra.